# بنجامين (مغني)
بنجامين (بالفنلندية: Benjamin Peltonen)‏ هو مغني فنلندي، ولد في 15 أبريل 1997 في فنلندا.

## وصلات خارجية
- بنجامين على موقع IMDb (الإنجليزية)
- بنجامين على موقع ميوزك برينز (الإنجليزية)
- بنجامين على موقع أول ميوزيك (الإنجليزية)
- بنجامين على موقع ديسكوغز (الإنجليزية)
- بنجامين على موقع قاعدة بيانات الفيلم (الإنجليزية)